# Rik Rappoort
Rik Rappoort (Mechelen, 28 februari 1932 – Hasselt, 2 maart 2010) was een Belgisch grafisch ontwerper.

## Biografie
Rik Rappoort, afkomstig van Mechelen, verhuisde al vlug naar Sint-Truiden. Aan het Hoger Instituut Sint-Lucas te Schaarbeek volgde hij de richting Sierkunsten en publiciteit. Van 1955 tot 1993 was hij docent aan het toenmalige Provinciaal Hoger Instituut voor Architectuur en Toegepaste Kunsten te Hasselt, afdeling beeldende kunsten. Hij verwierf bekendheid met zijn grafisch en publicitair werk. Meer bepaald de beeldvorming rond de Zevenjaarlijkse Virga Jessefeesten te Hasselt. In 1968 en 1975 ontwierp hij de affiche voor deze feesten. In 1982, 1989 en 1996 werd de kunstenaar verantwoordelijk voor de totale vormgeving van de feesten.
In 2011 verwierf het stadsarchief van Hasselt het persoonlijk archief van de kunstenaar, zijn ontwerpen voor de Virga Jessefeesten werden aan het archief van het Comité Zevenjaarlijkse Virga Jessefeesten geschonken.